# Rjukan
Rjukan ist eine Stadt in der norwegischen Kommune Tinn in der Provinz (Fylke) Telemark. Die Stadt stellt das Verwaltungszentrum von Tinn dar und hat 3005 Einwohner (Stand: 1. Januar 2024).

## Geografie
Rjukan liegt im engen Vestfjord-Tal, das im Norden von den südlichen Ausläufern der Hardangervidda und im Süden von einem der bekanntesten Berge Norwegens begrenzt wird, dem Gaustatoppen (1883 m Höhe). Die Enge des Ost-West-Tals ist der Grund dafür, dass das Licht der tiefstehenden Sonne im Winterhalbjahr von Oktober bis März – dann wird zur Begrüßung das Solfest (wörtlich Sonnenfest) gefeiert, siehe unten unter Veranstaltungen – den Ort am Talboden nicht mehr erreicht. 2013 wurden drei Heliostaten (3 Spiegel mit je 17 m² Fläche) errichtet, die in dieser Zeit Sonnenlicht auf 600 m² Fläche am Marktplatz spiegeln.
Geografische Besonderheiten sind der 10 km östlich von Rjukan gelegene, fjordähnliche See Tinnsjø (norw. „See von Tinn“, 434 m Tiefe) und der 105 m hohe Wasserfall Rjukanfossen (wörtlich etwa: Rauchfall).

## Geschichte

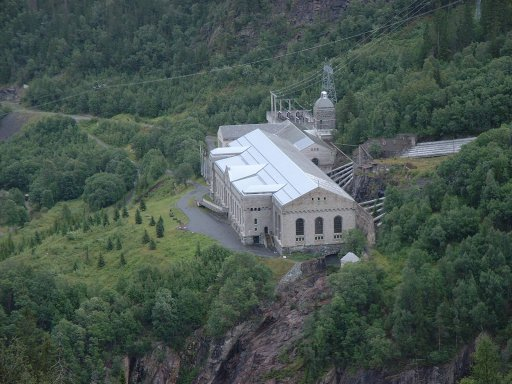
Kraftwerk Vemork, 2004

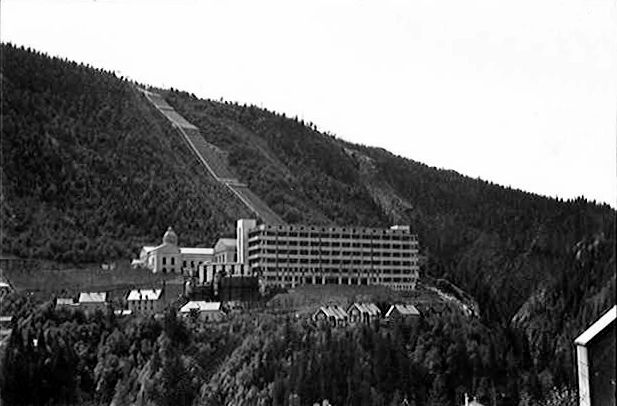
Chemie- und Wasserkraftwerk Vemork von Norsk Hydro bei Rjukan mit Schwerwasser-Produktionsanlage im Frontgebäude, 1935

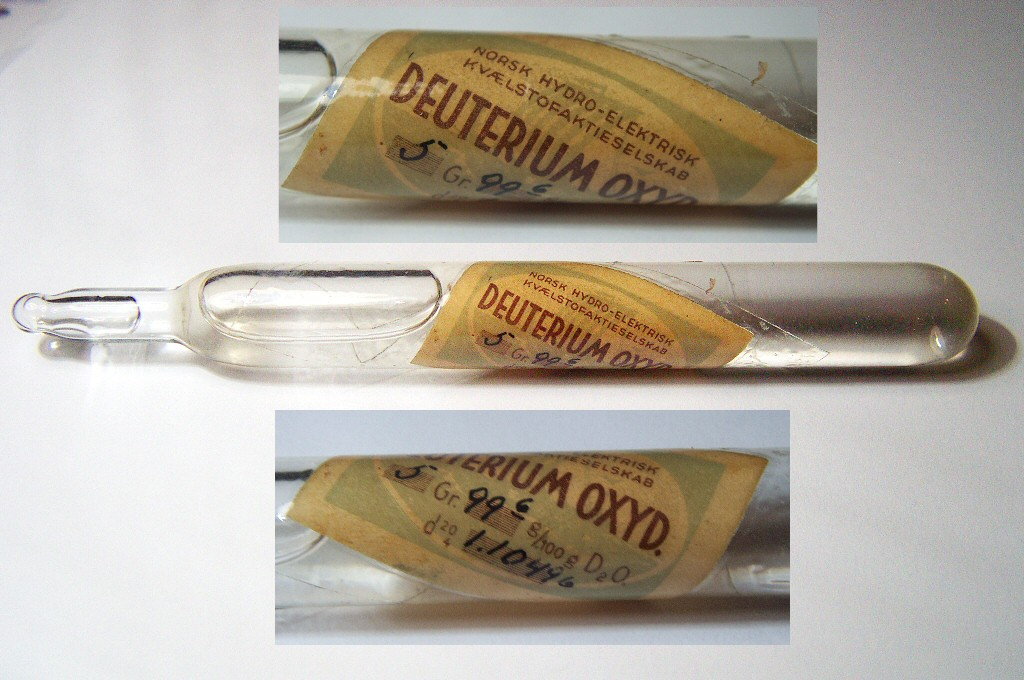
„Schweres Wasser“ von Norsk Hydro

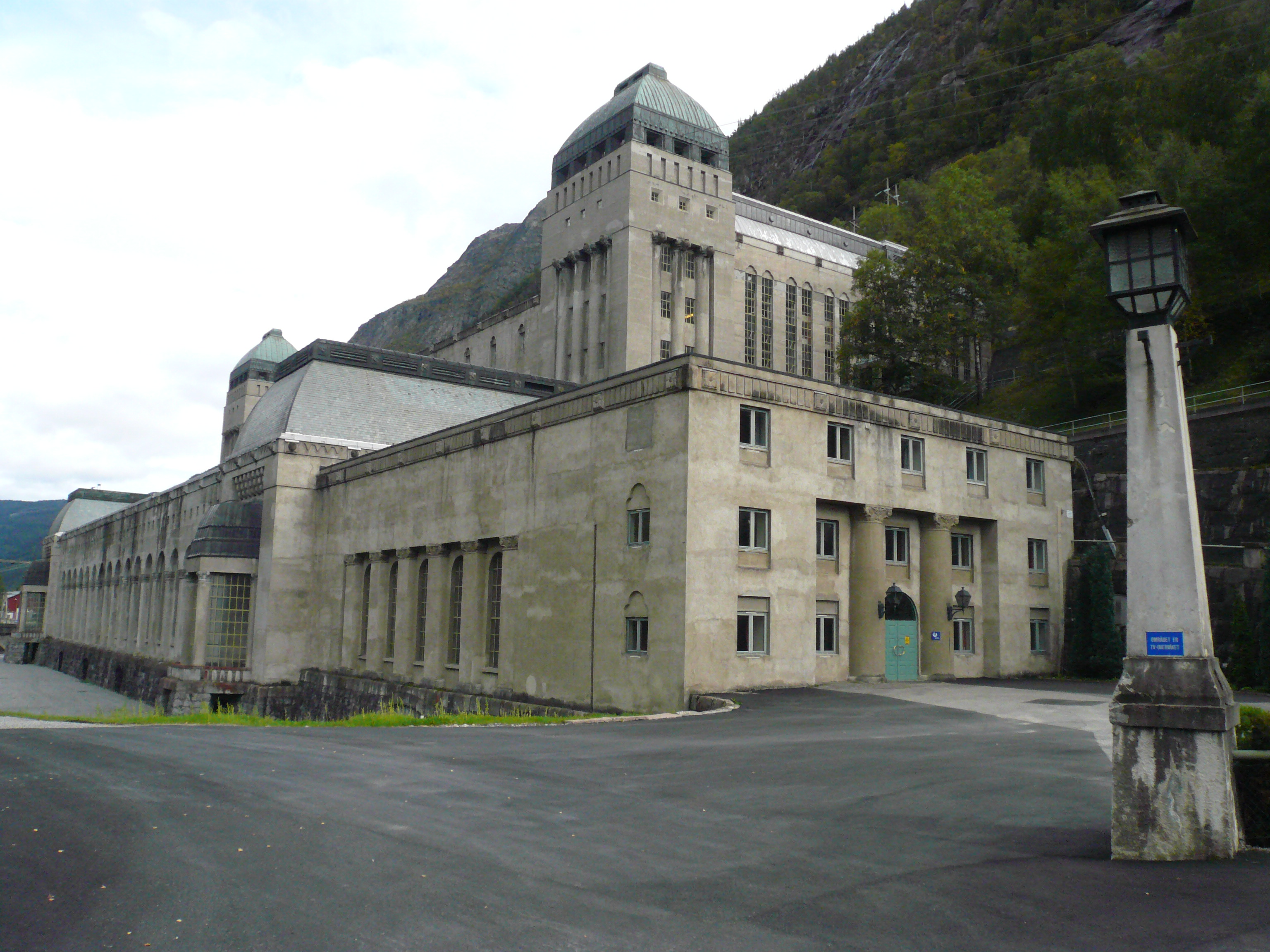
Wasserkraftwerk Såheim in Rjukan

Das Vestfjord-Tal war bereits im 18. Jahrhundert ein Anlaufpunkt für Touristen, welche die Naturattraktionen der Gegend zum Ziel hatten, besonders den Rjukanfossen. Um 1907 lebten etwa 50 Familien im Tal. Seine eigentliche Entstehung Anfang des 20. Jahrhunderts verdankt Rjukan ebenfalls den zahlreichen Wasserfällen in der nächsten Umgebung.
Bereits 1909 wurde der Ort durch die private Rjukanbanen (RjB) und eine Eisenbahnfähre über den Tinnsjø erschlossen. Damit konnte 1911 einige Kilometer westlich von Rjukan durch Norsk Hydro, dessen Gründer Sam Eyde die Kraft des Rjukanfossen und anderer benachbarter Quellen nutzte, das Wasserkraftwerk Vemork (59° 52′ 16,1″ N, 8° 29′ 29″ O) gebaut werden, zu der Zeit das größte der Welt. In den folgenden Jahren wurden weitere Kraftwerke (darunter auch das Kraftwerk Såheim) und Industrieanlagen errichtet, und 1917 lebten bereits ca. 10.000 Menschen in Rjukan und Umgebung.
Der Ort und alle kulturellen und sozialen Einrichtung des Tales wurden vom Betreiber der Kraftwerke gebaut und unterhalten. So zum Beispiel auch 1928 die Krossobanen, die erste Seilbahn Nordeuropas. Sie wurde erbaut, damit die Arbeiter aus Rjukan auch im Winter die Sonne zu Gesicht bekommen konnten. Rjukan entwickelte sich in der Folgezeit zum ersten Schwerindustriezentrum Norwegens.
Weit über Norwegens Grenzen hinaus wurde Rjukan während des Zweiten Weltkriegs bekannt. Norwegische Forscher hatten im Chemie- und Kraftwerk Vemork bereits vor dem Krieg mit der Erforschung und der Produktion von schwerem Wasser (1931 entdeckt) begonnen. Schweres Wasser war ein notwendiges Hilfsmittel zur nuklearen Kernspaltung und Kettenreaktion.
Mit dem „Unternehmen Weserübung“ und der Besetzung des neutralen Norwegens durch deutsche Truppen im April 1940 fielen die Forschungsergebnisse und die vorhandenen Bestände an schwerem Wasser nach erbittertem Kampf um die Norsk-Hydro-Werke in die Hände der deutschen Besatzer. Allerdings hatte Frankreich noch kurz zuvor sämtliche Lagerbestände, ca. 160 kg, aufgekauft, die nun in Paris lagerten (von wo sie – bevor die deutsche Armee dort einmarschierte – nach England gebracht wurden). Die Produktion wurde zunächst fortgeführt.
Um die mögliche Bedrohung durch eine deutsche Atombombe zu verhindern, starteten zwei Halifax-Schleppflugzeuge mit je einem Airspeed-Horsa-Lastensegler in der Nacht vom 19./20. November 1942 vom schottischen Skitten in Richtung Vemork. Die „Operation Freshman“, die in Zusammenarbeit von britischen Royal Engineers, der Special Operations Executive (SOE) und dem norwegischen Widerstand durchgeführt wurde, hatte die Zerstörung der Produktion und der Bestände an schwerem Wasser zum Ziel. Diese erste Luftlandeoperation schlug jedoch fehl, eine Halifax und beide Horsa-Lastensegler zerschellten in den Gebirgsausläufern der Hardangervidda.
Nur eine Halifax schaffte den Rückflug nach Schottland. Die anderen Überlebenden wurden von der deutschen Wehrmacht an die Gestapo ausgeliefert und noch am selben Tag in den umliegenden Wäldern exekutiert. Blutige Bilanz des desaströsen Kommandounternehmens waren 39 erschossene oder gefallene britische Soldaten.
Im Dezember 1945 wurden die Opfer exhumiert und zur Anklage der Gestapo-Offiziere gerichtsmedizinisch untersucht. Die britischen Soldaten wurden in einem Soldatengrab auf dem Friedhof von Helleland beigesetzt.
Bei einer zweiten Operation im Februar 1943 landeten norwegische Widerstandskämpfer auf der Hardangervidda-Ebene und schlugen dort ihr Biwak auf. Dieser Gruppe gelang es am 27. Februar, die meisten Tanks der Hochkonzentrieranlage zu sprengen. Der größere Teil der zwölfköpfigen norwegischen Gruppe konnte sich anschließend in das neutrale Schweden absetzen, während einige Widerstandskämpfer bis zum Ende des Krieges eine kleine Funkstation auf der Hardangervidda unterhielten.
Die Deutschen bauten die zerstörten Produktionsbereiche jedoch noch im Sommer 1943 wieder auf. Die Amerikaner beschlossen daraufhin, die gesamte Anlage massiv zu bombardieren. Am 16. November griffen 140 Bomber vom Typ B-17 „Flying Fortress“ das Kraftwerk Vemork und die Forschungsanlage an. Die Anlage wurde dabei beschädigt und die Deutschen gaben die Produktion von schwerem Wasser in Vemork auf. Bei dem 30-minütigen Angriff wurden 21 norwegische Zivilisten getötet oder verletzt.
Die verbliebenen Reste an schwerem Wasser sollten nach der Aufgabe der Anlage im Februar 1944 in Eisenbahnwaggons nach Deutschland gebracht werden. Um dies zu verhindern, traten die norwegischen Widerstandskämpfer noch einmal in Aktion.

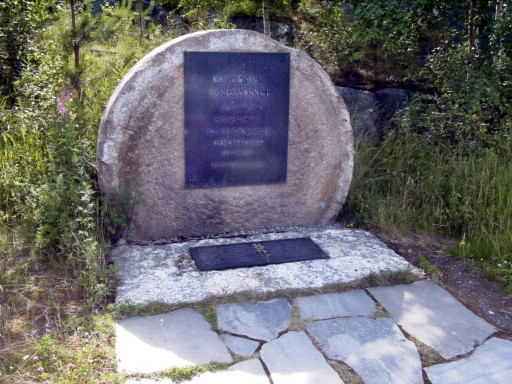
Gedenkstein
(Krigsminne) 2005

Am 20. Februar 1944 schlich sich ein dreiköpfiges norwegisches SOE-Kommando auf das Fährschiff Hydro, welches die Waggons mit den Fässern über den Tinnsjø bringen sollte, und brachten eine Sprengladung im Maschinenraum an. Als sich die Fähre etwa in der Mitte des Sees befand, brachte ein Zeitzünder den Sprengsatz zur Explosion. Das Trajekt versank innerhalb von wenigen Sekunden, zusammen mit 50 Fässern schweren Wassers (einige, nicht vollständig gefüllte, blieben an der Oberfläche treibend) und der Besatzung – vier deutschen Besatzungssoldaten und 14 Norwegern. An diesen Tag und an den Verlust der Menschen erinnert ein Gedenkstein (Krigsminne, siehe Bild) am Ufer nahe der Versenkungsstelle. Dramatisch aufbereitet wurde die ganze Aktion im britischen Spielfilm Kennwort „Schweres Wasser“ (The Heroes of Telemark, 1965).
Der Kampf um das schwere Wasser war damit in Norwegen mit einem hohen Blutzoll beendet. Die Aktionen von Mitte 1942 bis Februar 1944 waren eine der größten koordinierten Widerstandsoperationen in einem von den Deutschen besetzten Land während des gesamten Krieges.
Nach dem Krieg schwand der Einfluss von Norsk Hydro in Rjukan, und die Bedeutung als Industriestandort nahm aufgrund der Unzugänglichkeit der Region ab. Die Kraftwerke blieben jedoch der Hauptwirtschaftsfaktor in der Gegend.
In heutiger Zeit ist Rjukan wie vor dem Aufstieg zum Industriezentrum wieder in erster Linie ein Zentrum für den Tourismus. Es ist Ausgangspunkt für Touren in die Hardangervidda und im Winter ein beliebtes Skigebiet.

## Bauwerke und Sehenswürdigkeiten

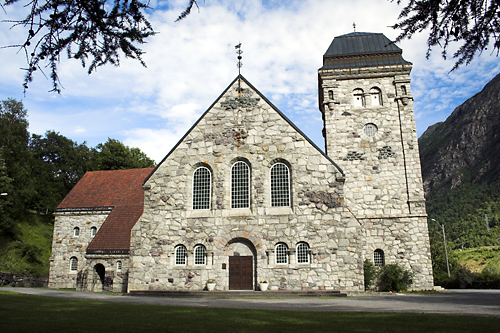
Kirche in Rjukan

- Die Kirche in Rjukan ist eine kreuzförmige Konstruktion, die 1915 von den Architekten Berner, Carl & Jørgen gebaut wurde. Sie ist aus Stein gebaut und hat 350 Sitzplätze. Die Altartafeln und die Glasmalereien sind von Torvald Moseid. Sie entstanden im Zuge der Restaurierung der Kirche (unter Asbjørn Stein) in den Jahren 1965–1968 und wurden 1968 eingebaut.
- Gaustatoppen – Aussichtsberg und Skigebiet
- Gaustabanen – eine Bahn im Berg Gaustatoppen, erbaut 1958, touristisch genutzt ab 2003[4]
- Rjukanfossen – 105 m hoher Wasserfall
- Tinnsjø – fjordähnlicher See, 45 km lang und bis zu 434 m tief
- Kraftwerk Vemork – heute ein Industriemuseum mit Ausstellung über die Sabotageaktionen im Zweiten Weltkrieg[5] (seit 2015 UNESCO-Weltkulturerbe)
- Krossobanen – älteste Seilbahn Nordeuropas. Erbaut 1928.
- Tinn Museum – Lokalmuseum mit Gebäuden, Einrichtung und Inventar von 1550 bis 1900.
- Die Bergspiegel – drei 2013 errichtete Spiegel, solar angetriebene Heliostaten, um im Winter den Dorfplatz mit reflektiertem Sonnenlicht zu bescheinen.

## Söhne und Töchter des Ortes
- Harry Haraldsen (1911–1966), Eisschnellläufer und Radsportler
- Kaare Svalastoga (1914–1997), dänischer Soziologe und Hochschullehrer
- Knut Haugland (1917–2009), Entdecker. Haugland wurde bekannt als Teilnehmer der „Kon-Tiki-Expedition“, ebenfalls Teilnehmer an der Sabotageaktion 1943
- Gunnar Sønsteby (1918–2012), norwegischer Widerstandskämpfer während der deutschen Besetzung Norwegens 1940–1945
- Claus Helberg (1919–2003), Teilnehmer an der Sabotageaktion in Vemork am 27. Februar 1943
- Bernt Ivar Eidsvig (* 1953), Augustiner-Chorherr und Theologe, katholischer Priester und seit 2005 Bischof von Oslo
- Øystein Mæland (* 1960), norwegischer Mediziner und Politiker, Polizeichef 2011–2012
- Jørn Lande (* 1968), Rocksänger

## Veranstaltungen
- Kjerringsveiven – größter Frauenwandertag Norwegens[6]
- Norseman – Extrem-Triathlon über 226 km und 1800 m Höhenunterschied[7]
- Solfest – mit diesem Fest begehen die Einwohner Rjukans alljährlich die Rückkehr des Sonnenlichts in das Tal. Karneval auf norwegisch
- FIS Telemark World Cup